# ایرانیان نروژ
ایرانیان نروژ (همچنین افراد ایرانی-نروژی هم شناخته می شوند؛ به نروژی: Norsk-iranere) یکی از گروه های مهاجر به نروژ هستند که موج اول مهاجرت آنان بخاطر انقلاب ۱۳۵۷ بود.
ایرانیان ساکن نروژ از پیشینه‌های اتنیکی متفاوتی می‌آیند که منعکس کننده ماهیت چندقومیتی ایران است.
اجتماع ایرانیان نروژ طیف وسیعی از گروه‌های اتنیکی ایران مانند ایرانیان  بلوچستانی، ایرانیان تُرک آذربایجانی، ایرانیان کُردستانی، ایرانیان عرب خوزستانی، ایرانیان فارس، ایرانیان لُرستانی، ایرانیان سمنانی، ایرانیان شمالی، ایرانیان مازنی، ایرانیان کُرد کرمانشاهی و ایرانیان لُر بختیاری را شامل می‌شود.
به لحاظ پیوستگی سیاسی٫ اکثریت (بیش از ۹۰ درصد) ایرانیان مقیم نروژ از اعضا و هواداران احزاب سیاسی و سازمان های سازمان مجاهدین خلق ایران، حزب دموکرات کُردستان ایران، حزب کمونیست کارگری ایران، سازمان عرب‌های الاحواز، حزب مردم بلوچستان و سازمان کومله ایران می‌باشند.

## زمینه
تاریخ ایرانیان نروژ پس از انقلاب اسلامی ۱۳۵۷ آغاز شد.‌ بعد از انقلاب، سیستم آموزش عالی را به طور کامل تعطیل شد تا آن را اصلاح و اسلامی‌سازی کنند. در طی این فرآیند بسیاری از دانشجویان و اساتید پاکسازی شدند و اولین موج فرار مغزها آغاز شد. بسیاری از این افراد به آمریکا، اروپا و به ندرت به نروژ گریختند. به طور کلی، سال های نزدیک به پایان جنگ ایران و عراق که بین سال های ۱۳۶۴ تا ۱۳۴۸ بود، تعدادی از ایرانیان پناهنده شروع به مستقر شدن در نروژ کردند.
در واقع مهاجرت ایرانی ها از زمان جنگ ایران و عراق به طور جدی شروع شد. در این دوره نیاز ایران به سرباز افزایش یافت و به سبب همین عوامل خیلی از ایرانی ها به اسکاندیناوی گریختند.

## سیاست
ایرانیان زیادی در سیاست فعال هستند و مقام های سیاسی زیادی را دیافت کردند. رضا رضایی در حال حاضر عضو شورای شهر اسلو برای حزب قرمز است. مازیار کشوری معاون حزب پیشرفت و عضو مجلس شورای شهر اسلو است، او از فعالان حقوق بشر در ایران است.
مسعود قره خانی یک سیاستمدار کلیدی برای حزب کارگر نروژ است و نزدیک بود که اولین شهردار غیرغربی یک شهر نروژی شود. پدرش بیژن از فعالان برجسته اتحادیه کارگری است. یکی دیگر از سیاستمداران حزب کارگر، فرحناز بهرامی که در سال ۱۹۹۰ از ایران گریخت و در سال ۱۹۹۷ تابعیت نروژی گرفت. او در سال های ۲۰۰۹ تا ۲۰۱۳ به عنوان معاون پارلمان در شهرستان هدمارک انتخاب شد.

## سرگرمی و رسانه
در طول مسابقه آواز یوروویژن ۲۰۱۲، نروژ به تورج "توجی" کشتکار یک خوانندهٔ ایرانی-نروژی رأی داد تا به فینال اروپا برسد. نگار خان مدل و هنرپیشه نروژی با بازی در یک سریال تلویزیونی واقع‌نما به یک سلبریتی مشهور تبدیل شد. این درحالی است که آیلار لی (که نام اصلی اش شراره دیانتی لی است) زن شایستهٔ سابق نروژ، مدت هاست که در صنعت سرگرمی فعال است. در رسانه‌های خبری نیز، مینا قابل لونده که یک روزنامه‌نگار است، برای چندین سال به عنوان گزارشگر برای شرکت پخش نروژ کار می‌کرد و سپس مدیر روابط عمومی وارنر موزیک نروژ شد. او اکنون یک خبرنگار در داگنس نارینگسلیو ، یک روزنامه تجاری مستقر در نروژ است. همچنین مینا حاجیان یک فرد موفق در رادیو است که مدتی هم مجری یک برنامه آخر هفته در تلویزیون نروژ بوده است.

## علم و فناوری
محمود امیری مقدم، پزشک و متخصص علوم اعصاب، محقق پزشکی و فعال حقوق بشر است که از بنیان گذاران سازمان حقوق بشر ایران محسوب می شود. او در سال ۲۰۰۴ مدال طلای اعلیحضرت پادشاه را برای بهترین دکترای پزشکی در دانشگاه اُسلو دریافت کرد. در سال ۲۰۰۷ یک جایزه از سازمان عفو بین‌الملل نروژ دریافت کرد و در سال ۲۰۰۸ هم یک جایزه پزشکی آندرس جهره به مناسبت محققان جوان بدست آورد. مریم کاینیا دانشمند و محقق در زمینه مهندسی برق و فناوری اطلاعات است. کاینیا دختر امیر ام. کاینیا، استاد گروه مهندسی سازه در دانشگاه علم و فناوری نروژ (NTNU) در تروندهایم است.

## افراد برجسته ایرانی-نروژی
اطلاعات بیش تر: رده:ایرانی‌تبارهای اهل نروژ

## جستار های وابسته
- ایرانیان مقیم خارج